# Tudománytár
A Könyvértékesítő Vállalat (TÉKA) 1984 és 1990 között az Editorg közreműködésével, Drucker Tibor szakmai irányításával értékes, klasszikus kézikönyvek bővített kiadásait adta közre a könyvtárak számára. A sorozatban 26 nagykötet és két füzet jelent meg, a nagy művek közül kettő (Rupp Jakab és Pesty Frigyes munkája) az Állami Könyvterjesztő Vállalattal közös kiadásban, Kollin Ferenc szerkesztésében jelent meg.
A teljes Tudománytár sorozatot Gazda István tudománytörténész szerkesztette.
A kötetek összeállításában több neves egyetemi és akadémiai kutató, valamint könyvtáros és levéltáros vett részt. (A sorozat a nevét az Akadémia 1834 és 1844 között megjelent periodikája főcíméből kölcsönözte.)

## A sorozat részei
- 1. Bodor Antal – Gazda István: Magyarország honismereti irodalma 1527–1944. Bp., 1984, Könyvért. Az előszót írta: Szikossy Ferenc (Bodor Antal: Magyarország helyismereti könyvészete 1527–1940. Bp., 1941. c. műve bővített utánnyomása.)
- 2. Soltész Ferenc – Szinyei Endre: Ógörög-magyar szótár. Bp., 1984, Könyvért (Az 1875-ös kiadás előszóval bővített utánnyomása.)
- 3. Magyar családtörténeti és címertani irodalom, 1561–1944. Baán Kálmán gyűjtését jav. és kieg.: Kóczy T. László és Gazda István; előszó: Kállay István. Bp., 1984, Könyvért
- 4–7. Fináczy Ernő: Az ókori nevelés története + A középkori nevelés története + A renaissancekori nevelés története + Az újkori nevelés története 1600-1800. 1-4. Bp., 1984 (Mészáros István előszavával, Fehér Katalin bibliográfiai függelékével.) A négy kötetből kettő már bekerült a Magyar Elektronikus Könyvtárba is. A reneszánsz kori nevelés története Az újkori nevelés története, 1600-1800
- 8. Kiss Áron: Magyar gyermekjáték-gyűjtemény (A bibliográfiai függeléket összeáll. Jávori Jenő, Volly István.), Bp., 1984, Könyvért
- 9. Gulyás Pál: A bibliográfia kézikönyve. A legfontosabb bibliográfiai segédkönyvek (Az előszót írta Kozocsa Sándor; az 1941-1944 időszak bibliográfiáit tartalmazó függeléket összeáll.: Gazda István, a függelék név- és tárgymutatóját készítette: Dallosné Iványi Ágnes.), Bp., 1984, Könyvért
- 10-13. Pecz Vilmos (szerk.): Ókori lexikon. 1-4. köt. Bp., 1984-1985. Könyvért (Az új kiadás előszavát írta Ritoók Zsigmond, a bevezetést szerk.: Gazda István, a bibliográfiai függeléket összeáll.: Horváth J. József; a bővítések felhasználásával a mű CD-ROM formájában az Arcanum kiadásában újra megjelent.)
- 14. Magyar neveléstörténeti irodalom, 1800-1944. Márkus Gábor gyűjtését kieg.: Mészáros István és Gazda István. Bp., 1985, Könyvért
- 15. Karácsonyi János: Magyarország egyháztörténete főbb vonásaiban 970-től 1900-ig. Bp., 1985, Könyvért (Az új kiadás előszavát írta: Csorba László; a bibliográfiai függeléket összeáll. Gazda István.)
- 16. Szentpétery Imre: A kronológia kézikönyve. A Chronologia és az Oklevéltani naptár összevont, javított és bővített kiadása. Az eredeti kiadást kieg. Érszegi Géza, Raj Tamás, Szögi László. A szerző hagyatékának felhasználásával sajtó alá rend.: Gazda István. Bp., 1985, Könyvért
  - Elektronikus dokumentumként: http://www.mek.oszk.hu/05400/05442/index.phtml
- 17. Venetianer Lajos: A magyar zsidóság története, különös tekintettel gazdasági és művelődési fejlődésére a XIX. században. Bp., 1986, Könyvért (A szerző 1922-es kötetének, Raj Tamás által írt bevezető fejezettel módosított kiadása.)
- 18. Szathmáry László: Magyar alkémisták (Fónagy Iván előtanulmányával, Móra László utószavával és a szerző kisebb alkémiatörténeti írásaival.), Bp., 1986, Könyvért
- 19. Zsámbéki László: Magyar művelődéstörténeti kislexikon. Bp., 1986. Könyvért (Az új kiad. előszavát írta: Kállay István, a bibliogr. fejezeteket összeáll.: Fehér Katalin és Gazda István.)
- 20. Bartoniek Emma – Gárdonyi Albert – Dézsi Lajos: A magyar történettudomány kézikönyve. A bev. tanulmányt írta: Benda Kálmán, Bp., 1987, Könyvért
- 21. Széchenyi István: A magyar közlekedési ügyről. A kötet bevezetőjét írta: Magyar István. Bp., 1987. Könyvért (Tudománytár füzetek)
- 22. Semmelweis Ignác a gyermekágyi lázról. A kötet bevezetőjét írta és a bibliográfiai függeléket összeáll.: Benedek István. Bp., 1987, Könyvért (Tudománytár füzetek)
- 23. Kerékgyártó Árpád: Magyarország emléknapjai. Az előszót írta: Bertényi Iván. Bp., 1987. Könyvért, 2. kiad.: Bp., 1993, Könyvesház
- 24. Rupp Jakab: Buda-Pest és környékének helyrajzi története. Bp., 1987, ÁKV – Könyvért
- 25. Szimonidesz Lajos: A világ vallásai. Primitív és kultúrvallások, iszlám és buddhizmus, zsidóság és kereszténység. Az új kiadás képmellékleteit vál. és az utószót írta: Csorba László. Bp., 1988. TÉKA. 1-2. kiad.; 2. jav. utánny. újrakiad.: Bp., 1994, Háttér
- 26-27. Pesty Frigyes: Az eltünt régi vármegyék. Függelékkel bőv. kiadás. Bp., 1989, ÁKV – TÉKA
- 28. Werbőczy István: Tripartitum. A dicsőséges Magyar Királyság szokásjogának hármaskönyve (Az 1894-es fordítást kész. és bev.: Csiky Kálmán, az 1990-es kiadás bev. tanulmányának szerzője: Bónis György, a bibliográfiát összeáll.: Gazda István). Bp., 1990, TÉKA